# Skarnsund

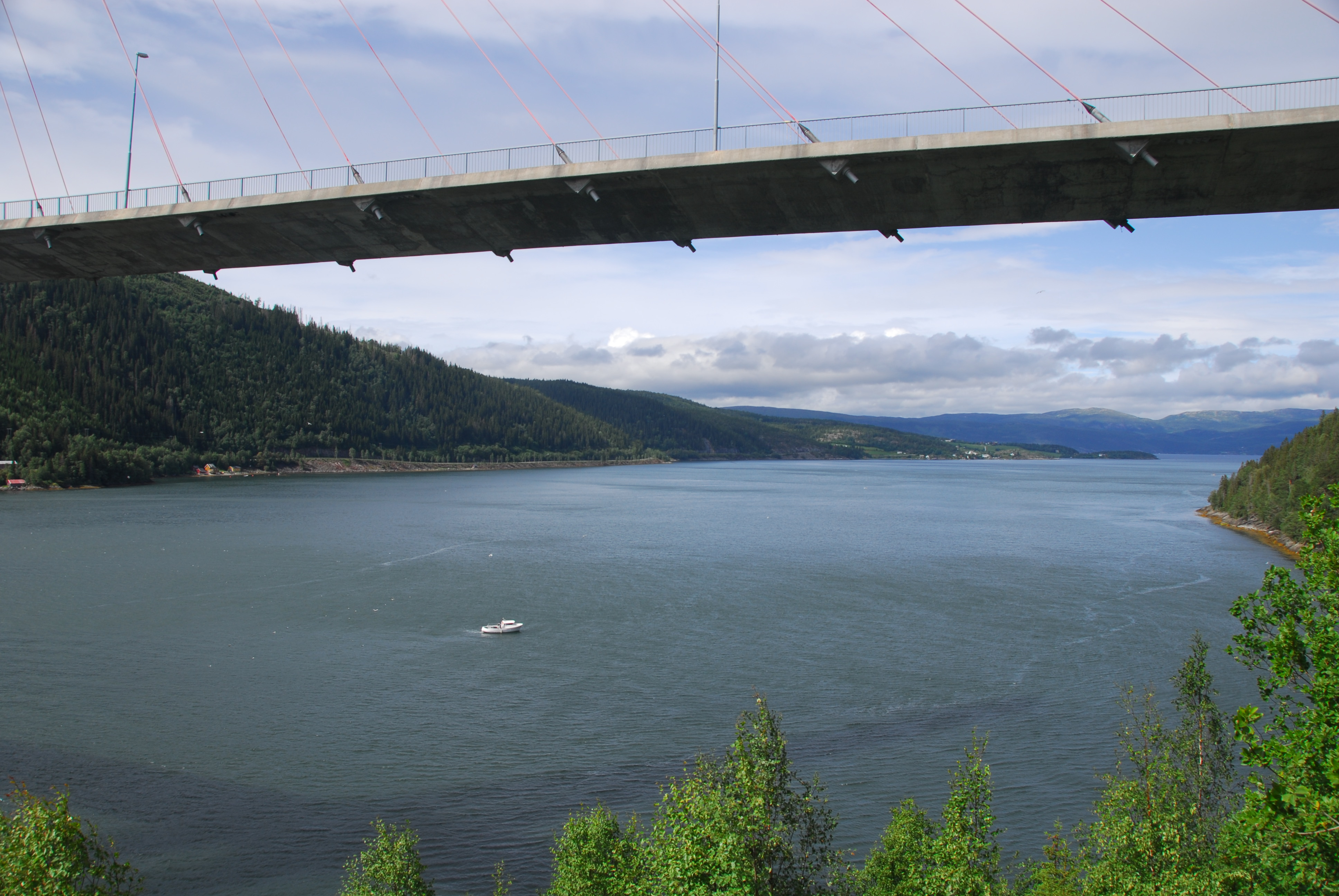
Widok na północny brzeg Skarnsundu

Skarnsund – cieśnina oddzielająca zewnętrzną (łączącą się z Morzem Norweskim) część Trondheimsfjordu od wewnętrznej, zwanej Beitstadfjorden. Na północnym brzegu cieśniny znajduje się wieś Vangshylla, na południowej Venneshamn i Kjerringvik. Administracyjnie należy do gminy Inderøy.
Transport przez cieśninę był realizowany przez samochodowy prom Vangshylla – Kjerringvik do 19 grudnia 1991, kiedy otwarto nowo wybudowany most Skarnsund.
Skarnsund jest popularnym miejscem wędkarskim, a także nurkowym. W wodach cieśniny występują silne prądy pływowe oraz malstrom.